# Aquädukt von Louveciennes

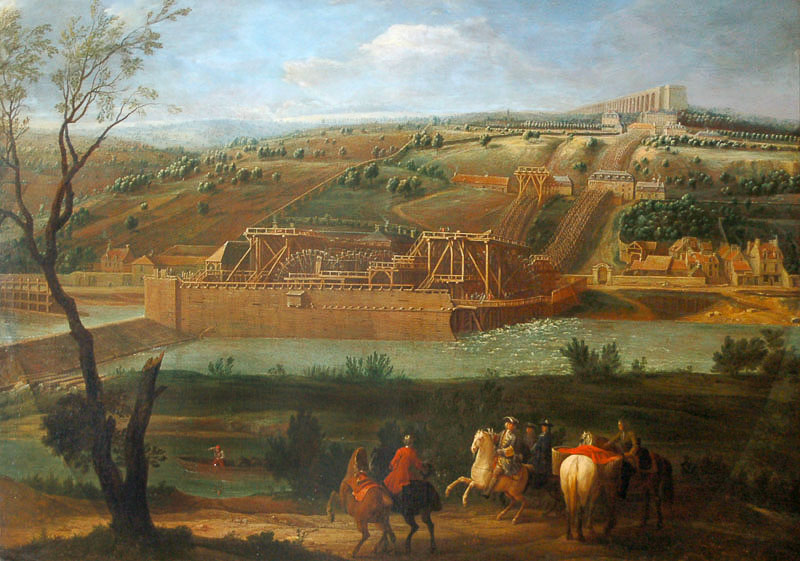
Die Maschine von Marly und das Aquädukt von Louveciennes (rechts oben auf dem Hügelrücken) im Jahr 1722

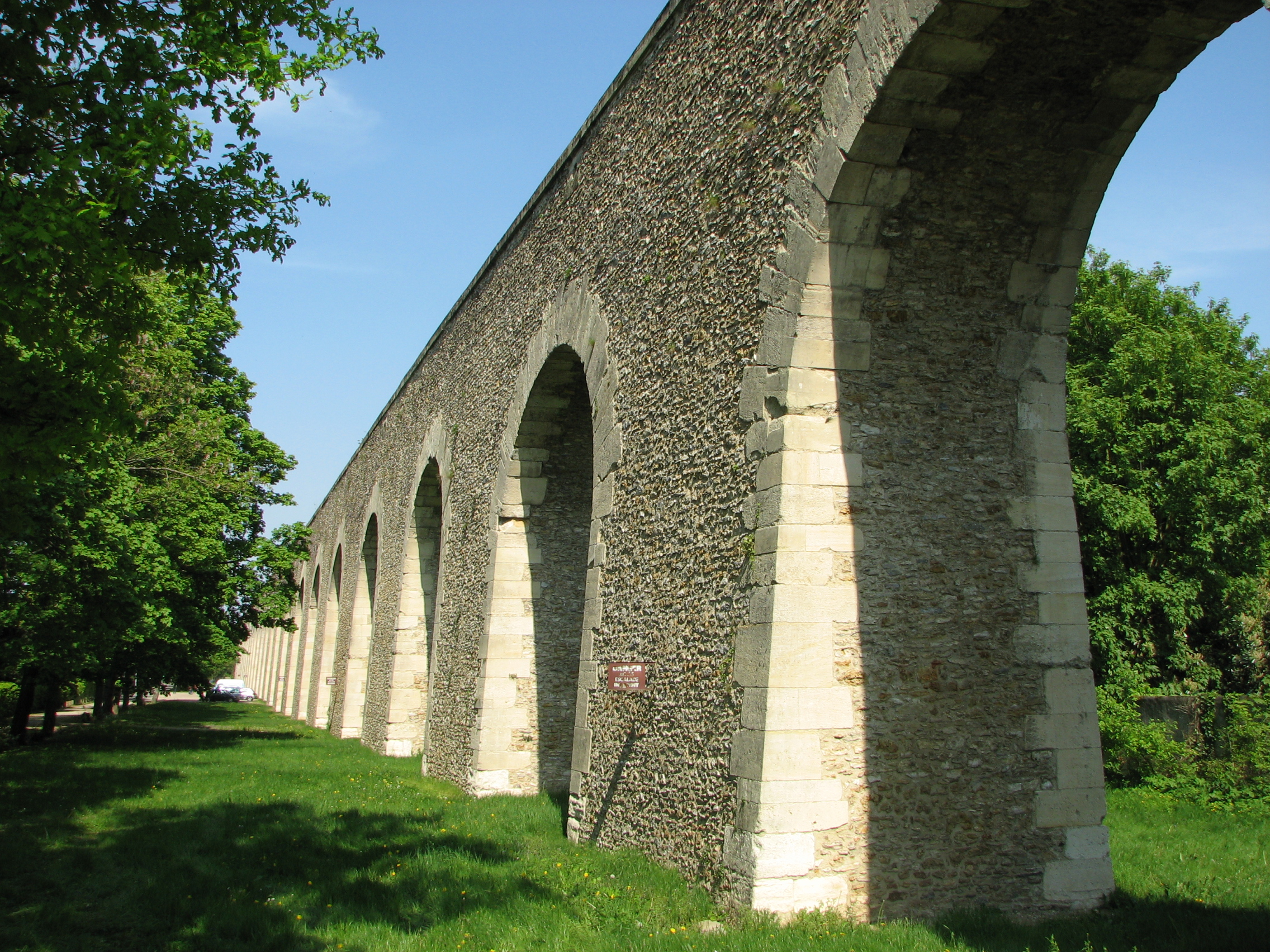
Das Aquädukt von Louveciennes heute (2011)

Das Aquädukt von Louveciennes (französisch Aqueduc de Louveciennes, gelegentlich auch Aqueduc de Marly genannt) diente in erster Linie dazu, das von der Maschine von Marly aus der Seine auf das Hochufer von Louveciennes gepumpte Wasser in Richtung der Wasserspiele im Park von Versailles weiterzuleiten und dadurch zur Wasserversorgung des Schlossparks beizutragen.
Das Wasser wurde in ein Becken auf dem Tour du Levant (Östlicher Turm) () gepumpt, von wo es in einem mit Bleiblechen ausgekleideten, 1 m breiten und 2 m tiefen, mit Steinplatten abgedeckten Kanal zum 620 m  weit entfernten Tour du Jongleur () (benannt nach M.Jongleur, einem an dem Projekt tätigen Baumeister) floss. Das Aquädukt hat 36 zwischen 10 und 20 m hohe Rundbogen. Von dort wurde es in einem Düker zum Réservoir des Deux-Portes geführt, von dem aus unterirdische Leitungen das Schloss Marly-le-Roi und den Park von Versailles versorgten.
Das Aquädukt von Louveciennes wurde auf Veranlassung von Ludwig XIV. in den Jahren 1681 bis 1685 zunächst von Jules Hardouin-Mansart, anschließend von Robert de Cotte gebaut. Es wurde 1866 stillgelegt und durch unterirdische Leitungen ersetzt.
Während der Belagerung von Paris (1870–1871) benutzten Wilhelm I. und Bismarck den Tour du Levant als Beobachtungsposition.
Das Aquädukt von Louveciennes steht seit 1953 unter Denkmalschutz.